# Joachim Lafosse
Joachim Lafosse (Ukkel, 18 januari 1975) is een Belgisch filmregisseur en scenarioschrijver.

## Biografie
Joachim Lafosse werd in 1975 geboren in Ukkel en volgde van 1997 tot 2001 studies regie aan het Institut des arts de diffusion in Louvain-la-Neuve. Zijn afstudeerfilm Tribu won diverse prijzen waaronder die van beste korte film op het festival van Namen in 2001. Zijn tweede langspeelfilm Ça rend heureux won de Grand Prix op het Festival Premiers Plans d'Angers in 2007. Zijn film À perdre la raison uit 2012 kreeg vier Magrittes du cinéma, (onder andere beste regie en beste film) en een nominatie voor de César voor beste buitenlandse film.

## Filmografie
- Égoïste Nature (kortfilm, 2000)
- Tribu (kortfilm, 2001)
- Scarface  (documentaire, 2001)
- Folie privée (2004)
- Ça rend heureux (2006)
- Nue Propriété (2006)
- Élève libre (2008)
- À perdre la raison (2012)
- Les Chevaliers blancs (2015)
- L'Économie du couple (2016)
- Continuer (2018)
- Les Intranquilles (2021)
- Un silence (2023)

## Prijzen en nominaties
De belangrijkste:
| Jaar | Prijs                          | Categorie                            | Film                  | Uitslag     |
| ---- | ------------------------------ | ------------------------------------ | --------------------- | ----------- |
| 2015 | Filmfestival van San Sebastian | Zilveren Schelp voor beste regisseur | Les Chevaliers blancs | Gewonnen    |
| 2013 | Magritte du cinéma             | Beste film                           | À perdre la raison    | Gewonnen    |
| 2013 | Magritte du cinéma             | Beste regie                          | À perdre la raison    | Gewonnen    |
| 2011 | Magritte du cinéma             | Beste regie                          | Élève libre           | Genomineerd |